# Elaphomyces viridiseptum
Elaphomyces viridiseptum är en svampart som beskrevs av Trappe & Kimbr. 1972. Elaphomyces viridiseptum ingår i släktet Elaphomyces och familjen hjorttryfflar.